# Israel Albert Horowitz
Israel Albert Horowitz fue un ajedrecista estadounidense que nació en Brooklyn (Nueva York) el 15 de noviembre de 1907 y murió en Nueva York el 18 de enero de 1973.

## Biografía
Horowitz aprendió ajedrez en la edad de 6 años. Durante su paso por la Universidad de Nueva York capitaneó un fuerte equipo de ajedrez; entre (1926 y 1927). Antes de dedicarse en exclusiva a este juego fue corredor de bolsa en Wall Street.
Las contribuciones de Horowitz al ajedrez estadounidense fueron muchas. Obtuvo buenos resultados defendiendo los tableros del equipo de EE. UU. en las olimpiadas del ajedrez de Praga 1931, Varsovia 1935 y Estocolmo 1937. Publicó numerosos libros de ajedrez, tanto de teoría como, sobre todo, de divulgación. En uno de ellos (Ideas modernas sobre aperturas de ajedrez) propuso una línea de defensa contra el gambito danés que recibió el nombre de "defensa Horowitz". Fue también durante diez años el columnista de ajedrez del New York Times.
En 1932 fundó, junto con Isaac Kashdan, la Chess Review (Revista de Ajedrez), que hizo mucho por la popularización de este juego en los Estados Unidos. La revista subsistió hasta 1969, año en que se hizo cargo de ella la Federación de Ajedrez de EE. UU., fusionándola con su propia reviista, Chess Life.
Horowitz era un jugador inventivo y con un estilo muy animado. Ganó premios en diferentes torneos, incluyendo el primer puesto en el Campeonato de EE. UU. de 1935, el Open de EE. UU. de 1938, cuarto puesto en el Campeonato de EE. UU. 1938 y tercero en 1944. También fue campeón del Estado de Nueva York en 1943 y 1944.